# Walter Mittelholzer
Walter Mittelholzer (San Galo, 2 de abril de 1894-Hochschwab, 9 de mayo de 1937) fue un aviador suizo. Fue piloto, fotógrafo, escritor de viajes y uno de los primeros empresarios de la aviación.

## Biografía
Mittelholzer nació el 2 de abril de 1894 en San Galo, hijo de un panadero, y obtuvo su licencia de piloto privado en 1917. En 1918 completó su instrucción como piloto militar.
El 5 de noviembre de 1919 cofundó una empresa de aerofotografía y vuelos de pasajeros, Comte, Mittelholzer & Co. En 1920 esta empresa se fusionó con Ad Astra Aero, más fuerte financieramente. Mittelholzer fue director y piloto jefe de Ad Astra Aero, que más tarde se convertiría en Swissair.
Realizó el primer vuelo norte-sur a través de África. Tardó 77 días. Mittelholzer partió de Zúrich el 7 de diciembre de 1926, voló vía Alejandría y aterrizó en Ciudad del Cabo el 21 de febrero de 1927. Anteriormente, había sido el primero en realizar un reconocimiento aéreo serio de Spitsbergen, en un monoplano Junkers, en 1923. El 8 de enero de 1930 se convirtió en la primera persona en sobrevolar el Kilimanjaro; planeaba sobrevolar el monte Everest más adelante en 1930. En 1931, Mittelholzer fue nombrado director técnico de la nueva compañía aérea llamada Swissair, formada a partir de la fusión de Ad Astra Aero y Balair. A lo largo de su vida publicó muchos libros de fotografías aéreas y comercializó sus expediciones a través de películas y de los medios de comunicación.
Murió en 1937 en un accidente de alpinismo durante una expedición en el macizo de Hochschwab, en la cara suroeste de Stangenwand, en Estiria, Austria. Sus restos mortales fueron incinerados y enterrados en el panteón familiar del cementerio de Feldli, en San Galo.